# Bad Kohlgrub
Bad Kohlgrub er en kommune i Landkreis Garmisch-Partenkirchen i Regierungsbezirk Oberbayern i den tyske delstat Bayern.

## Geografi
Bad Kohlgrub ligger i Region Oberland i 800–900 meters højde, ved foden af Hörnle i Ammergauer Alperne . Omkring 8 km øst for byen ligger søen Staffelsee og det store moseområde Murnauer Moos. Til kommunen hører mange bebyggelser.